# Mark Lippert
Mark William Lippert, né le 28 février 1973, est un diplomate américain.

## Carrière
Avant 1999, il a travaillé au Département d'État et pour la sénatrice de Californie Dianne Feinstein. Lippert a été conseiller en défense et en politique étrangère du sénateur et leader sénatorial en minorité de l'époque, Tom Daschle, et du Comité sénatorial de politique démocratique de 1999 à octobre 2000. Il a ensuite été chercheur pour le sénateur Patrick Leahy d'octobre 2000 à février 2001. Lippert a siégé au personnel professionnel du Comité sénatorial des crédits du Sous-comité des opérations de l'État et des affaires étrangères de février 2001 à juin 2005. En juin 2005, il est devenu conseiller en politique étrangère du sénateur Barack Obama de l'époque, qui siégeait alors au comité sénatorial des relations étrangères. Il a été recruté par le chef de cabinet du sénateur Obama, Pete Rouse, qui a été conseiller du président jusqu'en 2013.
Lippert a également été commissionné dans la Réserve navale en 2005 dans le cadre du programme d'officier commissionnaire direct de la Marine en tant qu'officier du renseignement. D'août 2007 à juin 2008, il a servi environ un an dans ce qui avait été prévu comme une période de service de neuf mois en Irak en tant qu'officier du renseignement dans les Navy SEALs. Il a reçu une médaille d'étoile de bronze pour son service en Irak.
Après son retour d'Irak, Lippert a été conseiller principal en politique étrangère pour la campagne présidentielle de 2008 du sénateur Obama de l'époque.
Il a été chargé d'informer Obama sur les questions de politique étrangère émergentes tout au long de la campagne. Il a aidé à préparer Obama sur la politique étrangère aux débats présidentiels. Lippert a ensuite été directeur adjoint de la politique étrangère pour le projet de transition Obama-Biden.
Tout au long de son séjour au Sénat et pendant la campagne présidentielle, Lippert a été remarqué pour avoir une relation étroite avec le sénateur Obama de l'époque. Il est crédité d'avoir aidé Obama à développer son point de vue sur la défense et la politique étrangère, en particulier son soutien au retrait des troupes américaines d'Irak, qui a été achevé sous le président Obama en décembre 2011, ainsi que l'accent mis par Obama sur les questions de sécurité transnationale, telles que le génocide et les armes de destruction massive.

### Administration Obama
Après l'investiture d'Obama en janvier 2009, il a été nommé assistant adjoint du président et chef de cabinet du Conseil de sécurité nationale, un poste qui n'existait pas dans l'administration Bush, mais qui avait existé dans les administrations précédentes. Pendant son mandat de chef d'état-major, Lippert a supervisé la fusion des états-majors du Conseil de sécurité intérieure, créé en octobre 2001 par le président Bush, et du Conseil de sécurité nationale, en un seul état-major de sécurité nationale. Contrairement à ses prédécesseurs récents, le général Jim Jones, alors conseiller à la sécurité nationale, a délégué une grande partie des responsabilités quotidiennes du Conseil de sécurité nationale à son adjoint, Tom Donilon, et à quelques vétérans de la campagne d'Obama, dont Denis McDonough et Mark Lippert.
En octobre 2009, Lippert a démissionné du Conseil de sécurité nationale pour retourner au service actif dans la marine. Il y a eu des spéculations autour de la démission de Lippert selon lesquelles il a été poussé à partir en raison de désaccords importants avec le général Jones, en particulier en ce qui concerne l'afflux de troupes. Jones a accusé Lippert d'avoir divulgué des informations à son sujet à Bob Woodward pour les guerres d'Obama. Lippert a été remplacé par Denis McDonough, qui a ensuite été conseiller adjoint à la sécurité nationale, puis chef de cabinet de la Maison-Blanche. Lippert avait initialement recruté McDonough pour servir de conseiller en politique étrangère du sénateur Obama de l'époque lors de son déploiement en Irak en 2007.
Lippert a passé deux ans à servir en tant qu'officier du renseignement dans les Navy SEALs. Il est resté sur la liste de paie de la Maison-Blanche pendant son service actif, ce qui est autorisé par la loi fédérale, mais a suscité une certaine controverse.
Après avoir terminé son service actif dans la marine, Lippert a été nommé par le président Obama en octobre 2011 pour succéder au général Wallace "Chip" Gregson en tant que secrétaire adjoint à la Défense pour les affaires de sécurité de l'Asie et du Pacifique. Bien que la nomination de Lippert ait été retardée pendant plusieurs mois en raison des prises de position des sénateurs John McCain et John Cornyn Lippert avec l'ancien conseiller à la sécurité nationale Jim Jones, et des ventes de F-16 à Taïwan respectivement, il a été confirmé par le Sénat lors d'un vote vocal en avril 2012. Parmi les réalisations les plus importantes de Lippert, il y a eu l'établissement de relations de défense avec des amis, des partenaires et des alliés dans la région. Stars and Stripes a rapporté que Lippert "a joué un rôle clé dans la campagne du DOD pour approfondir les liens de défense avec les nations asiatiques alors que le Pentagone met en œuvre une nouvelle stratégie visant à renforcer l'influence américaine en Asie... et a transformé nos relations dans le Pacifique."
Lorsque Kurt Campbell a démissionné de son poste de secrétaire d'État adjoint aux Affaires de l'Asie de l'Est et du Pacifique en février 2013, Lippert aurait remplacé Campbell. Lippert a été nommé chef d'état-major du secrétaire à la Défense nouvellement confirmé, Chuck Hagel, au début du mois de mai 2013.

### Ambassadeur en Corée du Sud
Le 1er mai 2014, le président Obama a annoncé son intention de nommer Lippert ambassadeur des États-Unis en Corée du Sud. Le Sénat des États-Unis a voté pour confirmer la nomination de Lippert le 18 septembre 2014. Il a été assermenté en tant que nouvel ambassadeur par le secrétaire d'État John Kerry en octobre 2014. À 41 ans, Lippert est devenu le plus jeune ambassadeur de l'histoire de la relation. Yonhap a rapporté que lors de la cérémonie, U.S. Le président Barack Obama a fait une "apparition surprise... dans une démonstration de sa proximité et de son amitié avec le nouvel envoyé. "À la fin de son mandat, JoongAng Daily, le deuxième plus grand journal de Corée du Sud, a qualifié Lippert de "meilleur envoyé américain à ce jour".
Son mandat à Séoul a été largement salué aux États-Unis et en Corée. Le ministre des Affaires étrangères de la République de Corée a qualifié Lippert de meilleur Américain de tous les temps. Ambassadeur en Corée déclarant : "Vous avez laissé une marque indélébile dans l'histoire de l'alliance États-Unis-Corée.... Notre relation d'alliance est la meilleure qu'elle ait jamais été et vous êtes le meilleur ambassadeur américain que j'ai jamais vu."Le meilleur conseiller asiatique du George W. Bush White House a déclaré que "l'ambassadeur Mark Lippert quitte Séoul en tant que pays le plus populaire des États-Unis. Ambassadeur dans l'histoire des relations entre les États-Unis et la Corée.... Cela reflète... son efficacité à promouvoir les intérêts américains tout en renforçant les liens entre les deux pays.... Lippert bénéficie d'un soutien bipartisan quasi unanime et de l'admiration des démocrates et des républicains pour le travail qu'il a accompli."

#### Famille en Corée du Sud
En janvier 2015, l'épouse de l'ambassadeur Lippert, Robyn Lippert, a donné naissance à leur premier enfant, un garçon, à l'hôpital Yonsei Severance de Séoul, devenant ainsi le premier ambassadeur américain avec un enfant né sur le sol coréen. Ils ont donné à leur fils un nom coréen, James William Sejun Lippert. Sejun signifie "devenir une personne exceptionnelle à la suite d'une vie honnête et propre". Le deuxième prénom coréen a été choisi après consultation d'un spécialiste Saju - en ce qui concerne les quatre piliers du destin, qui sont l'année, le mois, la date et l'heure de naissance qui sont censés décider du destin ou de la foi d'une personne. Le couple a utilisé son nom coréen comme nom principal. En novembre 2016, les Lippert ont eu une fille, Caroline Saehee, qui a également reçu un deuxième prénom coréen par le processus Saju signifiant "vie propre et pleine d'espoir". Ils ont utilisé Saehee comme nom principal.

#### Attaque au couteau
Le 5 mars 2015 vers 7 h 40, Lippert a été attaqué par un homme brandissant des couteaux dans un restaurant rattaché au Sejong Center dans le centre-ville de Séoul, où il devait prononcer un discours lors d'une réunion du Conseil coréen pour la réconciliation et la coopération. L'agresseur, Kim Ki-jong, est membre d'Uri Madang, une organisation culturelle progressiste opposée à la guerre de Corée. Il a infligé des blessures au bras gauche de Lippert ainsi qu'une coupure de dix centimètres sur le côté droit du visage de l'ambassadeur, nécessitant 80 points de suture. Lippert a subi une intervention chirurgicale à l'hôpital de départ à l'hôpital de l'université Yonsei à Séoul. Bien que ses blessures ne mettent pas sa vie en danger, les médecins ont déclaré qu'il faudrait plusieurs mois à Lippert pour reprendre l'usage de ses doigts. Un responsable de la police a déclaré que le couteau utilisé dans l'attaque mesurait 25 cm de long et Lippert a plus tard signalé que la lame avait pénétré à moins de 2 cm de son artère carotide. ABC News a résumé les conséquences immédiates de l'attaque comme suit : "L'ambassadeur Lippert, un vétéran de la guerre en Irak, s'est défendu de l'attaque. Lippert a été transporté d'urgence à l'hôpital où il a été traité pour des coupures profondes au visage, au bras et à la main.... [Il] a gardé son sang-froid tout au long de l'incident."
Pendant l'attaque et tout en étant soumis par la sécurité, Kim a crié que les Corées rivales devraient être unifiées et a dit aux journalistes qu'il avait attaqué Lippert pour protester contre les exercices militaires conjoints annuels États-Unis-Sud-Corée. Kim a des antécédents d'activisme nationaliste coréen militant ; il a attaqué l'ambassadeur du Japon en Corée du Sud en 2010 et a été condamné à trois ans de prison avec sursis. Le 11 septembre 2015, Kim a été condamné à douze ans de prison pour l'attaque.
Lippert a été largement félicité pour sa gestion de l'incident. De nombreux commentateurs ont noté son comportement calme pendant l'attaque et sa gestion habile des communications publiques dans les heures et les jours qui ont suivi. Le principal journal coréen a publié un éditorial déclarant : "Félicitations à la victime.... [Lippert] est resté calme alors même qu'il était transporté d'urgence à l'hôpital. La scène a laissé une profonde impression sur le public.... Il n'a peut-être pas été facile de garder un visage calme avec du sang jaillissant dans son cou, mais Lippert l'a fait et a assuré les gens autour de lui qu'il allait bien. Dès qu'il s'est réveillé de l'opération, il a écrit sur son compte Twitter qu'il allait bien. « Allons ensemble », a-t-il écrit en coréen. » L'historien Max Boot a écrit : "De toute évidence, Mark Lippert... est un ambassadeur exemplaire.... il a encore amélioré sa réputation avec le sang-froid avec lequel il a géré une attaque vicieuse.... son exemple montre comment les diplomates, eux aussi, servent en première ligne et méritent le respect des risques qu'ils courent et de ce qu'ils peuvent accomplir pour promouvoir les intérêts de notre pays."

### Carrière post-gouvernementale
En 2017, Lippert est nommé vice-président chargé des affaires internationales chez Boeing puis il rejoint YouTube en 2020 comme responsable des affaires publiques pour la zone Asie-Pacifique.